# Juan Rodríguez de Huelva

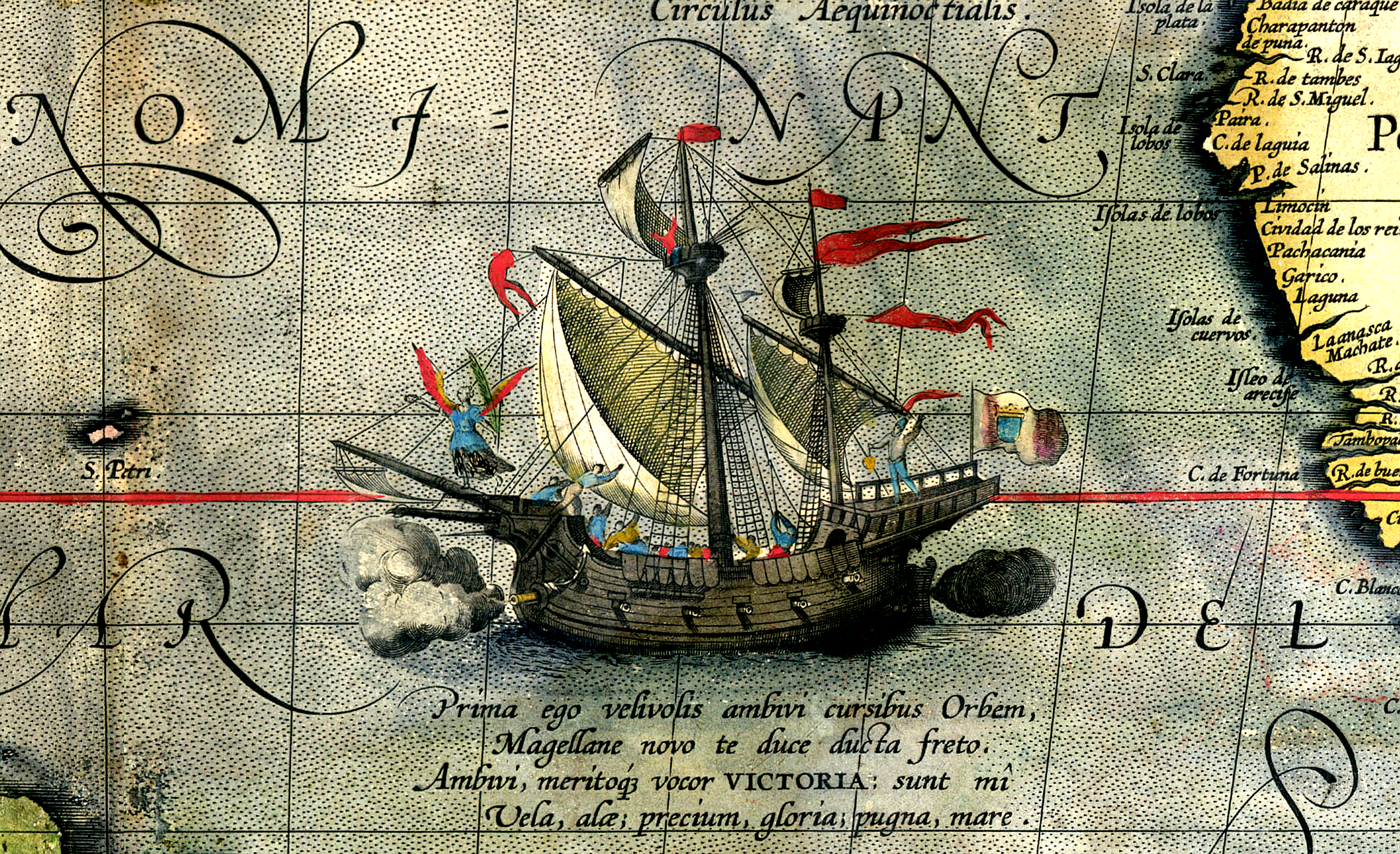
Detall d'un mapa de 1590 mostrant la nau Victòria

Juan Rodríguez de Huelva fou un mariner que va participar en la primera circumnavegació al món. Era natural de Mallorca i va declarar l’any 1524 a Badajoz seguint un qüestionari de vintiuna preguntes relaciones amb la pertinença de les illes del Maluco a la corona de Castella.
| «                               | Fueronle hechas las preguntas al caso pertenecientes e dijo que lo que ha dicho es la verdad e lo sabe deste hecho, e que en ello se afirmaba e afirmó, e que no sabe ni al presente se le acuerda de otra cosa alguna para el juramento que hizo, so cargo del cual prometió de guardar secreto, e no lo firmó de su nombre porque no sabia escribir e firmólo el dicho señor teniente: fuéle leído su dicho.- Sebastián Rodríguez,escribano. | » |
| — Acta de declaració a Badajoz. | |   |